# Lupu Costachi
Lupu Costachi a fost caimacam (locțiitor) al Moldovei în august - septembrie 1711. 